# Ремизов, Михаил Васильевич
Михаил Васильевич Ремизов (1918—1993) — полковник Советской Армии, участник Великой Отечественной войны, Герой Советского Союза (1945).

## Биография
Михаил Ремизов родился 13 октября 1918 года в деревне Выхино (ныне — в черте Москвы). До призыва в армию проживал в Иваново, работал помощником мастера, окончил два курса Ивановского энергетического института. В июне 1941 года Ремизов был призван на службу в Рабоче-крестьянскую Красную Армию. В 1942 году он окончил Пензенское артиллерийское училище. С мая того же года — на фронтах Великой Отечественной войны.
К январю 1945 года старший лейтенант Михаил Ремизов командовал батареей 258-го лёгкого артиллерийского полка 200-й лёгкой артиллерийской бригады 4-й танковой армии 1-го Украинского фронта. Отличился во время освобождения Польши. 12-16 января 1945 года его батарея участвовала в прорыве немецкой обороны к северо-западу от Сандомира, нанеся противнику большие потери. Массированный огонь батареи Ремизова способствовал танковым и стрелковым частям в освобождении города Коньске, переправе через Одер.
Указом Президиума Верховного Совета СССР от 10 апреля 1945 года за «образцовое командование батареей и проявленные при этом личное мужество и героизм» старший лейтенант Михаил Ремизов был удостоен высокого звания Героя Советского Союза с вручением ордена Ленина и медали «Золотая Звезда» за номером 7829.
После окончания войны Ремизов продолжил службу в Советской Армии. В 1956 году он окончил Военную артиллерийскую академию имени Ф. Э. Дзержинского, в 1962 году — Высшие академические курсы. В 1966 году в звании полковника Ремизов был уволен в запас. Проживал в Киеве.
Умер 13 мая 1993 года, похоронен на Берковецком кладбище Киева.
Был также награждён двумя орденами Отечественной войны 1-й степени, орденом Отечественной войны 2-й степени, двумя орденами Красной Звезды и рядом медалей.